# サブラ (戦車)
サブラ（סברה）は、イスラエルのイスラエル・ミリタリー・インダストリーズによってマガフ6（M60パットン)を改修して開発された輸出用の主力戦車である。改良型のサブラ Mk.IIがトルコ陸軍でM60Tとして採用された。

## 概要
サブラは、イスラエル国防軍で運用されているマガフ7Cに相当する第三世代複合装甲パッケージを装備し、主砲をメルカバ Mk.IIIと同じ、自国製の120mm滑腔砲に換装した主力戦車として開発された。
ただし、イスラエル軍のマガフ7Cは亀甲型砲塔を持つM60に増加装甲を装着したものであるのに対し、サブラの砲塔はM60A1/A3系のロングノーズ型砲塔に増加装甲を装着したものである。また、イスラエル軍においてもM60A1の砲塔に複合装甲パッケージを装着したマガフ6Bガル・バタシュが運用されているが、サブラに装着された増加装甲はこのタイプとも異なる独自形状のものとなっている。
サブラはトルコ軍に向けてM60の近代化改修パッケージとして提案され、"サブラ Mk.II"と呼ばれる改修パッケージがトルコ軍でM60Tとして採用された。
サブラMk.IIの輸出契約は2002年に行われ、2005年にテスト用のサブラMk.II/M60Tがトルコ軍に納入された。サブラMK.IIは2006年5月にトルコ軍の評価試験をクリアし、2007年から2009年4月にかけて170両の改修が行われた。

### サブラ Mk.I
最初に開発されたサブラMk.Iは、マガフ7C/マガフ6Bガル・バタシュ相当の車両にIMI製120mm滑腔砲を装備し、エルビット・システムズ製の"ナイト"FCSを装備した車両である。マガフシリーズに比べサスペンションが強化されている他、油圧制御等は全て電子制御システムに更新されている。

### サブラ Mk.II
サブラMk.IIはトルコ軍の要求仕様に基づく仕様変更が行われており、マガフシリーズで使用されている車長用ウルダン・キューポラに替わって、従来のM60シリーズと同じ、M85機関銃を装備したM1キューポラを搭載している。このキューポラは元々トルコ軍で使用されているM60に装備されていたものがそのまま使用されている。
サブラMk.IIにはまた、車長用の独立赤外線暗視装置 (Commander's Independent Thermal Viewer, CITV)、爆発反応装甲が装備され、トルコ国内でライセンスされた、より強力なMTUフリードリヒスハーフェン製ディーゼルエンジンを搭載している。また、履帯はレオパルト1などと同系列のドイツ製のダブルピン・ダブルブロック型の物が使用されている。
トルコ軍におけるサブラMk.II（M60T）仕様への改修作業はトルコ国内のメンテナンスセンターでIMIの協力の元に行われた。

### サブラ Mk.III
サブラMk.IIIは装甲強化、レーダー警戒装置、赤外線照射警戒装置、などの適用が行われた改修バージョンで、履帯はメルカバMk.IVと同じ物が使用されている。

## 実戦投入
- 一部の車両は2016年の軍事クーデターに参加した。

- シリア内戦に投入された車両の内1両は、対戦車ミサイルに被弾し中破している[6][7]。

## 運用国
- トルコ - M60Tとして170両を運用[8]。